# Minneapolis Lakers 1949-1950
La stagione 1949-50 dei Minneapolis Lakers fu la 2ª nella NBA per la franchigia.
I Minneapolis Lakers vinsero la Central Division con un record di 51-17. Nei play-off, dopo aver vinto il tie-breaker con i Rochester Royals, vinsero la semifinale di division con i Chicago Stags (2-0), la finale di division con i Fort Wayne Pistons (2-0), la semifinale NBA con gli Anderson Packers (2-0), vincendo poi il titolo battendo nella finale NBA i Syracuse Nationals (4-2).

## Classifica
| Squadra              | V  | P  | %    | GB |
| -------------------- | -- | -- | ---- | -- |
| Minneapolis Lakers C | 51 | 17 | 75,0 | -  |
| Rochester Royals     | 51 | 17 | 75,0 | -  |
| Chicago Stags        | 40 | 28 | 58,8 | 11 |
| Ft. Wayne Pistons    | 40 | 28 | 58,8 | 11 |
| St. Louis Bombers    | 26 | 42 | 38,2 | 25 |

## Roster
| \| Pos. \| Num. \| Naz. \| Nome \| Altezza \| Peso \| Data nascita \| Provenienza \| \| ---- \| ----- \| ---- \| --------------- \| ------- \| ------ \| ------------ \| ---------------- \| \| AG \| 15 \| \| Carlson, Don \| 183 cm \| 77 kg \| 22-03-1919 \| Minnesota \| \| AP \| 18 \| \| Ferrin, Arnie \| 188 cm \| 82 kg \| 29-07-1925 \| Utah \| \| AG \| 20 \| \| Glick, Normie \| 198 cm \| 86 kg \| 10-11-1927 \| Loyola Marymount \| \| AG \| 14-20 \| \| Grant, Bud \| 191 cm \| 88 kg \| 20-05-1927 \| Minnesota \| \| G \| 16 \| \| Harrison, Bob \| 185 cm \| 86 kg \| 12-08-1927 \| Michigan \| \| G \| 11 \| \| Hassett, Billy \| 180 cm \| 82 kg \| 21-10-1921 \| Notre Dame \| \| G/AP \| 13 \| \| Jaros, Tony \| 191 cm \| 84 kg \| 22-02-1920 \| Minnesota \| \| P \| 22 \| \| Martin, Slater \| 178 cm \| 77 kg \| 22-10-1925 \| Texas \| \| C \| 99 \| \| Mikan, George \| 208 cm \| 77 kg \| 18-06-1924 \| DePaul \| \| A/C \| 19 \| \| Mikkelsen, Vern \| 201 cm \| 111 kg \| 21-10-1928 \| Hamline \| \| A/C \| 17 \| \| Pollard, Jim \| 193 cm \| 104 kg \| 09-07-1922 \| Stanford \| \| G/AP \| 10 \| \| Schaefer, Herm \| 183 cm \| 84 kg \| 20-12-1918 \| Indiana \| \| G/AP \| 12 \| \| Stump, Gene \| 188 cm \| 84 kg \| 09-08-1925 \| DePaul \| \| G/AP \| 14 \| \| Walther, Paul \| 188 cm \| 73 kg \| 23-03-1927 \| Tennessee \| | Allenatore - John Kundla Legenda - (C) Capitano - (FA) Free agent - (S) Sospeso - (TW) Contratto Two-way - (GL) Assegnato a squadra G League affiliata - Infortunato Roster • Transazioni · Ultima transazione: 25 aprile 1950 |                        |                 |         |        |              |                  |
| Pos. | Num. | Naz.                   | Nome            | Altezza | Peso   | Data nascita | Provenienza      |
| AG | 15 | Stati Uniti (bandiera) | Carlson, Don    | 183 cm  | 77 kg  | 22-03-1919   | Minnesota        |
| AP | 18 | Stati Uniti (bandiera) | Ferrin, Arnie   | 188 cm  | 82 kg  | 29-07-1925   | Utah             |
| AG | 20 | Stati Uniti (bandiera) | Glick, Normie   | 198 cm  | 86 kg  | 10-11-1927   | Loyola Marymount |
| AG | 14-20 | Stati Uniti (bandiera) | Grant, Bud      | 191 cm  | 88 kg  | 20-05-1927   | Minnesota        |
| G | 16 | Stati Uniti (bandiera) | Harrison, Bob   | 185 cm  | 86 kg  | 12-08-1927   | Michigan         |
| G | 11 | Stati Uniti (bandiera) | Hassett, Billy  | 180 cm  | 82 kg  | 21-10-1921   | Notre Dame       |
| G/AP | 13 | Stati Uniti (bandiera) | Jaros, Tony     | 191 cm  | 84 kg  | 22-02-1920   | Minnesota        |
| P | 22 | Stati Uniti (bandiera) | Martin, Slater  | 178 cm  | 77 kg  | 22-10-1925   | Texas            |
| C | 99 | Stati Uniti (bandiera) | Mikan, George   | 208 cm  | 77 kg  | 18-06-1924   | DePaul           |
| A/C | 19 | Stati Uniti (bandiera) | Mikkelsen, Vern | 201 cm  | 111 kg | 21-10-1928   | Hamline          |
| A/C | 17 | Stati Uniti (bandiera) | Pollard, Jim    | 193 cm  | 104 kg | 09-07-1922   | Stanford         |
| G/AP | 10 | Stati Uniti (bandiera) | Schaefer, Herm  | 183 cm  | 84 kg  | 20-12-1918   | Indiana          |
| G/AP | 12 | Stati Uniti (bandiera) | Stump, Gene     | 188 cm  | 84 kg  | 09-08-1925   | DePaul           |
| G/AP | 14 | Stati Uniti (bandiera) | Walther, Paul   | 188 cm  | 73 kg  | 23-03-1927   | Tennessee        |

## Staff tecnico
- Allenatore: John Kundla